# Helmut Mönkemeyer
Helmut Mönkemeyer (* 26. September 1905; † 30. Juni 1992) war ein deutscher Musikpädagoge und Herausgeber. 

## Leben und Wirken
Mönkemeyer studierte zunächst Architektur und betätigte sich nur hobbymäßig als Sänger im Motettenchor deutscher Studenten. Doch eine Konzertreise im Jahr 1925 brachte ihn zu dem Entschluss, die Architektur zugunsten eines Musikstudiums aufzugeben, das er an der staatlichen akademischen Hochschule für Musik in Berlin absolvierte. Nach einigen Jahren als Hornist und Musiklehrer wurde er 1934 beauftragt, in Krefeld eine Musikschule aufzubauen.
1952 gründete er unter anderem mit Fritz Jöde und Konrad Wölki den Verband deutscher Musikschulen.
Um in der Nachkriegszeit ärmere Studierende zu unterstützen, die sich die teuren Musikinstrumente nicht leisten konnten, erfand er neue Instrumente, zum Beispiel die Quintfidel und die Oktavgitarre. Außerdem gab er Literatur mit Werken von Komponisten des 15. bis 18. Jahrhunderts heraus und schrieb Unterrichtswerke für Blockflöten, Gitarre, Gambe und andere Instrumente.

## Veröffentlichungen (Auswahl)
- Krefelder Liederbuch. Liederblätter der Krefelder Volksmusikschule zum Singen und Spielen auf Blockflöten, Gamben und anderen Instrumenten. Herausgegeben von Helmut Mönkemeyer. Gesamtausgabe. Hermann Moeck Verlag, Celle [1937].
- als Hrsg.: Die Tabulatur. Ausgewählte Werke in ihrer Originalnotation mit Übertragunen für Laute (oder ein Tasteninstrument) und Gitarre. Friedrich Hofmeister, Hofheim am Taunus 1965 ff. (mehr als 30 Hefte).
- Antiqua-Chorbuch.
- Das Spiel auf der Sopranblockflöte.
- Handleitung für das Spiel auf der Altflöte.
- Schule für Tenor-Bassgambe.